# گالینا اسکیبو
گالینا گریگوریونا اسکیبو (اوکراینی: Галина Григорівна Скибо؛ زادهٔ ۲۲ ژوئن ۱۹۴۰) دانشمند اوکراینی دارای دکترای علوم پزشکی، برنده جوایز آکادمی ملی علوم اوکراین در زمینه علم و فناوری است.

## زندگی
گالینا اسکیبو در یک خانواده نظامی در مسکو متولد شد. در سال ۱۹۵۷ از دبیرستان مسکو شماره ۶۲۶ فارغ‌التحصیل شد. در همان سال به دلیل نیازهای تجاری پدرش به کیف رفت و در آنجا وارد دانشکده اطفال دانشگاه ملی پزشکی بوگومولتس شد و در سال ۱۹۶۳ فارغ‌التحصیل شد. او کار تحقیقاتی خود را در سال ۱۹۶۳ در آزمایشگاه فیزیولوژی و بیوفیزیک عصب آغاز کرد.